# Charles-Alphonse Fournier
Pour les articles homonymes, voir Charles Fournier et Fournier.
Charles-Alphonse Fournier (1er novembre 1871-13 octobre 1941) est un pharmacien et homme politique fédéral du Québec.

## Biographie
Né à Saint-Charles-de-Bellechasse, près de Lévis dans la région de Chaudière-Appalaches, Charles-Alphonse Fournier travaille initialement comme pharmacien avant d'entamer une carrière politique. Élu député du Parti libéral du Canada lors des élections de 1917 dans la circonscription de Bellechasse, il sera réélu en 1921 et en 1925. Il ne se représente pas en 1926.